# Ripon
Ripon er en historisk katedralby i Harrogate-distriktet i grevskabet North Yorkshire, England. Byen havde i 2001 15.922 indbyggere, hvilket gør det til den fjerdemindste by i England efter Wells, Ely og City of London. 
Ripon fik allerede købstadsrettigheder i det 7. århundrede, og er dermed blandt de allerældste købstæder i England. Byen er en populær turistattraktion, særligt grundet Ripon Cathedral og byens årlige racerløb.
Floden Ure løber igennem byen. 
54°08′17″N 1°31′25″V / 54.1381°N 1.5236°V